# (6856) Bethemmons
(6856) Bethemmons es un asteroide perteneciente al cinturón de asteroides descubierto por Eleanor Francis Helin desde el observatorio del Monte Palomar, Estados Unidos, el 5 de marzo de 1989.

## Designación y nombre
Bethemmons se designó al principio como 1989 EM.
Más tarde, en 2001, fue nombrado en honor de la astrónoma estadounidense Elizabeth Emmons.

## Características orbitales
Bethemmons orbita a una distancia media del Sol de 2,372 ua, pudiendo alejarse hasta 2,777 ua y acercarse hasta 1,968 ua. Su inclinación orbital es 1,329 grados y la excentricidad 0,1706. Emplea en completar una órbita alrededor del Sol 1335 días. El movimiento de Bethemmons sobre el fondo estelar es de 0,2697 grados por día.

## Características físicas
La magnitud absoluta de Bethemmons es 13,8.